# OpenNMS
OpenNMS е платформа с отворен код корпоративно решение за наблюдение и управление на мрежи. It is developed and supported by a community of user and developers as well as by the The OpenNMS Group, offering commercial services, training and support.
Целта на OpenNMS, e да бъде платофрма покриваща всички аспекти на модела за управление на мрежи FCAPS и същевременно да бъде 100% свободен проект с отворен код. Платформата е фокусирана върху управление на проблеми и управление на производителността на мрежата.
Платформата няма фукус върху топологичното разкриване на мрежата, а също и в управление на конфугурацията и автоматизацията на процеса на конфигурация.
Програмния код на проекта се намира в GNU Affero General Public License, версия 3.
Проектът се поддържа от The Order of the Green Polo.

## История
Проектът OpenNMS стартира през юли 1999 г. от Стив Giles, Brian Уивър и Лука Rindfuss и тяхната компания PlatformWorks. Тя е регистрирана като 4141 проект на SourceForge Март 2000.
На 28 септември 2000 г., е придобита от PlatformWorks Atipa, а Kansas City-базирани конкурент на VA Linux системи. През юли 2001 г. Atipa променя името си на Oculan.
През септември 2002 г. Oculan РЕШИХА да спре поддръжката на проекта OpenNMS. Tarus Балог, тогава служител Oculan, напуснал фирмата да продължи да се фокусира върху проекта.
През септември 2004 г., Е създадена OpenNMS група е създадена от Балог, Мат и Дейвид Брозовски, с цел предлагане на търговски услуги и подкрепа на бизнеса с целия проект. Скоро след това, е основана Green Polo (ОГП), за да управлява проекта OpenNMS. Въпреки че много членове на OGP са и служители на OpenNMS група, тя си остава отделна организация.

## Изисквания
OpenNMS е написана на езика Java, и съответно може да бъде изпълнен на всяка платформа, която поддържа Java SDK версия 1.6 или по-голяма. Прекомпилираните бинарни файлове за Линукс, Windows, Solaris и OS X.
В допълнение OpenNMS изисква и PostgreSQL база данни, въпреки че са правени опити да бъде използван Hibernate проекта, OpenNMS си остава зависима от PostgreSQL.

## Особености
OpenNMS описва себе си като „платформено приложение за управление на мрежата.“ Софтуерът е проектиран да бъде изключително гъвкав, за да работи в голямо разнообразие от мрежови среди.
Има четири основни функционални области на OpenNMS.

### Управление на инциденти и аларми
OpenNMS е базиран около „publish и subscribe“. Процесите могат да публикуват събития и да слушат за събития. Съответно софтуера може да получава SNMP Trap аларми, Syslog съобщения, TL/1 събития и съобщения изпратени чрез XML по порт 5817.
Събитията могат да се използват за генериране на аларми, които могат да стартират различни видове процеси свързани с „управление“ на настъпилия инцидент.
Подсистемата за аларма също може да се интегрира с различни системи за управление на проблеми, като например Request Tracker, OTRS, Jira, Quickbase и Concursive.
OpenNMS може да генерира съобщения и да ги изпраща по e-mail, SMS, XMPP and custom notification methods.
OpenNMS може да обработи до 125 000 syslog съобщения за минута.

### Разкриване на мрежи и провизиране
OpenNMS съдържа система за добавяне (провизиране) на устройства в самия OpenNMS. Процесът може да става автоматично чрез добавяне на група устройства от дадено IP адресно пространство IPv4 и IPv6).
OpenNMS не умее да прави топологично разкриване на мрежата и не показва особено добра топология. Също така не може да показва сравнения между топологията на мрежата ви днес и мрежата преди седмица.
Процеса на провизиране на устройста е асинхронен и има данни за 50 000 устройста и 200 000 виртуални интерфейса, с устройства (Juniper E320).
Важно е да се отбележи, че OpenNMS е система в която някой (оператор) или приложение трябва да провизира мрежата, а не система която може да провизира самата мрежа, да я конфигурира и автоматизира.

### Наблюдение на услуги
OpenNMS е система специализирана в наблюдение на услуги. Характеристиките на OpenNMS позволяват да бъде определена достъпността на мрежовите услуги. Пробите може да бъдат много леки като (ICMP ping, TCP проверка на портове) до много сложни (Зареждане на последователност от страници, Наблюдение на email сървъри).
Информацията за отказите се съхранява в базата данни и може да бъдат генерирани репорти.
В допълнение OpenNMS работи с отдалечени процеси (агенти) и може да измерва достъпността на дадена услуга от отдалечени локации.

### Събиране на данни
OpenNMS може да събира данни от мрежата по множество протоколи SNMP, HTTP, JMX, WMI, XMP, XML, NSClient, и JDBC.
OpenNMS не умее да събира данни директно от конфигурацията на мрежовите устройства.

### Допълнителни услуги
Jetty осигурява свързаност с OpenNMS. Интеграция с JasperReports дава репорти на високо ниво.

## Награди
- 2010 Infoworld Best of Open Source BOSSIE
- 2010 June, Sourceforge Project of the Month
- 2009 Infoworld Best of Open Source BOSSIE
- 2008 Techtarget Product Excellence Bronze Award in the Applications and network management category
- 2007 Techtarget Product Excellence Gold Award in the Network and IT management platforms category, beating out HP OpenView and IBM Tivoli.
- 2006 LinuxWorld Expo Product Excellence Award in the Systems Management Tools category.

|  | Тази страница частично или изцяло представлява превод на страницата OpenNMS в Уикипедия на английски. Оригиналният текст, както и този превод, са защитени от Лиценза „Криейтив Комънс – Признание – Споделяне на споделеното“, а за съдържание, създадено преди юни 2009 година – от Лиценза за свободна документация на ГНУ. Прегледайте историята на редакциите на оригиналната страница, както и на преводната страница, за да видите списъка на съавторите. ВАЖНО: Този шаблон се отнася единствено до авторските права върху съдържанието на статията. Добавянето му не отменя изискването да се посочват конкретни източници на твърденията, които да бъдат благонадеждни. |